# William Salice
William Salice (18. července 1933 Casei Gerola, provincie Pavia, Itálie – 29. prosince 2016 Pavia, provincie Pavia, Itálie) byl italský vynálezce Kinder vajíček (Kinder Surprise).

## Život
Do důchodu odešel ve věku 74 let v roce 2007 po 46 letech služby ve společnosti Ferrero. Založil školní areál na podporu italské mládeže. Zemřel na následky cévní mozkové příhody podle agentury ARD 29. prosince 2016 ve věku 83 ve svém apartmá.